# Dobsonia inermis
Dobsonia inermis — вид рукокрилих, родини Криланових.

## Середовище проживання
Країни поширення: Папуа Нова Гвінея, Соломонові острови. Мешкає в первинних і порушених місцепроживаннях. Мешкає від рівня моря до 1000 м над рівнем моря.

## Стиль життя
Лаштує сідала в середніх і великих печерах, хоча невелика кількість особин може бути знайдена в скельних ущелинах.

## Загрози та охорона
Немає серйозних загроз для цього виду. У той час як зазвичай спостерігається в прибережних районах, залежність від печер для великих гніздових колоній робить його особливо сприйнятливим до навіть низького рівня людського втручання і полювання. Немає відомих заходів по збереженню, що стосуються цього виду.